# 1,3-Difosfoglicerat
1,3-Difosfogliceratul e o substanță cu 3 atomi de carbon în compoziție prezentă în majoritatea organismelor vii. Apare ca intermediar atât în glicoliză cât și în ciclul Calvin din fotosinteză.

## Vezi si
- Eritrocit